# Boris Bělousov
Boris Pavlovič Bělousov (rusky Бори́с Па́влович Белоу́сов; 19. února 1893 – 12. června 1970) byl ruský chemik a biofyzik, který na počátku 50. let 20. století objevil oscilující chemickou reakci, která pak dostala název Bělousovova–Žabotinského reakce (BZ reakce). O objevu oscilující chemické reakce bylo od té doby publikováno tisíce článků a knih. Jeho práce tak iniciovala oblast moderní nelineární chemické dynamiky a ovlivnila vývoj mnoha vědních oborů.
Oscilující chemická reakce je směs reagujících sloučenin, ve které se koncentrace jedné nebo více složek periodicky mění. V případech, kdy má jedna sloučenina viditelnou barvu, lze periodické změny barvy pozorovat. Tyto reakce dokazují, že ne všechny chemické reakce mají rovnovážné termodynamické chování.
Boris Bělousov, který učinil jeden z nejneobvyklejších objevů moderní chemie, nebyl za svého života téměř nikomu znám. Až v roce 1980 mu byla posmrtně udělena Leninova cena.

## Vzdělání a kariéra

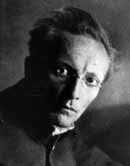
Boris Pavlovič Bělousov v pozdějších letech

Bělousov se narodil v Moskva v roce 1893 v rodině se silným proticarským myšlením. Jeho dětství bylo bouřlivé, neboť starší bratr propagoval revoluční myšlenky a mladšího bratra zapojoval do svých aktivit. Celá rodina byla za své postoje zatčena v roce 1905, včetně dvanáctiletého Borise. Propuštěni byli po souhlasu s emigrací. Opustili tedy zemi a usadili se ve Švýcarsku.
Bělousov po absolvování základního studia nastoupil na Švýcarský federální technologický institut v Curychu, kde se věnoval studiu chemie. Z finančních důvodů studium nedokončil.
Na začátku první světové války se vrátil do Ruska a pokusil se vstoupit do armády, ale ze zdravotních důvodů byl odmítnut. Přijal práci ve Vojenském výzkumném ústavu pod vedením chemika Vladimira Ipaťeva. Během své práce dosáhl vysoké vojenské hodnosti velitele brigády, která zhruba odpovídala hodnosti generála.
V letech 1937–1938 přežil období masového zatýkání a poprav a až do roku 1939 pracoval ve Vojenském výzkumném ústavu. Po odchodu z armády přijal práci v laboratoři na Biofyzikálním ústavu Ministerstva zdravotnictví v Moskvě, kde se mimo jiné věnoval toxikologii.

## Výzkum a objevy
Při práci v laboratoři v Biofyzikálním ústavu začal hledat analogickou anorganickou reakci k biochemickému cyklu kyseliny citronové (Citrátový nebo Krebsův cyklus). V roce 1951 tak objevil oscilující chemickou reakci. Během šesti let se dvakrát pokusil publikovat své poznatky, ale byl vědeckou komunitou odmítnut, neboť ta považovala takovou reakci za nemožnou. Bělousov to nesl velmi těžce, začal se stranit společnosti a v podstatě opustil vědu.
Biochemik Simon Šnol z Institutu pro teoretickou a experimentální biofyziku v Puščinu (Институт теоретической и экспериментальной биофизики РАН) se doslechl o Bělousovově práci a chtěl, aby v ní pokračoval. Bělousov to odmítl, ale předal mu své experimentální poznámky a souhlasil s publikováním článku. Ten však nevyvolal žádný zájem vědců. Šnol proto předal projekt postgraduálnímu studentovi Anatolu Žabotinskému, který reakci podrobně prozkoumal a podařilo se mu výsledky publikovat v roce 1959. Reakce nyní nese jméno Bělousovova–Žabotinského reakce (BZ reakce).

## Bělousovova–Žabotinského reakce

Animace Bělousovovy–Žabotinského reakce

Ukázka vývoje Bělousovovy–Žabotinského reakce

V živých organismech probíhá mnoho cyklických a opakujících se procesů. Jedním z nich je Krebsův cyklus nezbytný pro dýchání. Je založen na kyselině citronové, která v něm prochází mnoha chemickými přeměnami. V důsledku toho se uvolňuje oxid uhličitý a vznikají další chemické látky, které znovu vytvářejí kyselinu citronovou. Tento děj se neustále opakuje. Vědci v té době věřili, že to co se děje v živém organismu, je nemožné provádět mimo něj. Domnívali se, že v klasické chemii probíhají procesy v daném systému pouze jedním směrem až do chemické rovnováhy.
Bělousov v roce 1951 dokázal, že to není pravda. Použil roztok s několika smíchanými složkami. Byla to kyselina citronová, oxidační činidlo bromičnan draselný, kyselina sírová a sůl kovového ceru. Tento roztok postupně měnil barvu od žluté k bezbarvé a zase zpět. Po přidání indikátoru z červenofialové na modrou. Tyto barevné vlny byly založené na oscilačních reakcích, které Bělousov objevil.
Až později koncem padesátých let studoval mladý vědec Simon Šnol některé biochemické systémy. Zabýval se také fluktuací systémů, které přecházely z jednoho stavu do druhého. Dozvěděl se o práci Bělousova a výsledky jeho výzkumu předal Anatoliji Žabotinskému. Ten experimenty Bělousova rozvinul a zdokonalil. Dokázal, že kyselina citronová může být nahrazena některými jinými kyselinami a cer jinými kovy. Ukázal, co tyto procesy urychluje nebo zpomaluje a proč dochází k oscilacím. Ale to hlavní bylo vytvoření chemického a matematického modelu. Jako uznání obou vědců byla reakce nazvána Bělousovova–Žabotinského reakce (BZ-reakce).